# Stanisław Gurbski

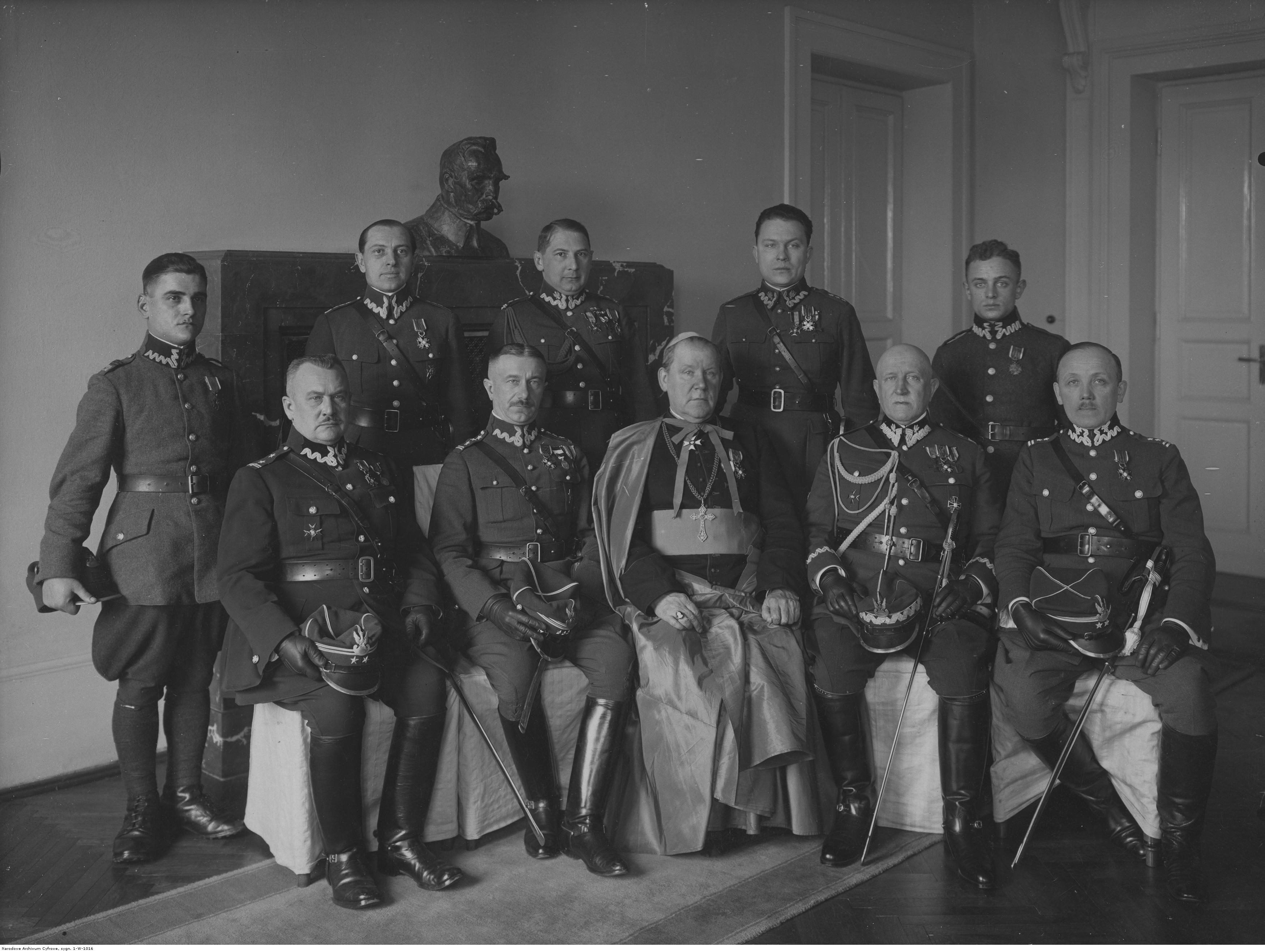
Dekoracja zasłużonych żołnierzy Krzyżami Zasługi w Warszawie - gen. bryg. Stanisław Gurbski siedzi 2. z prawej

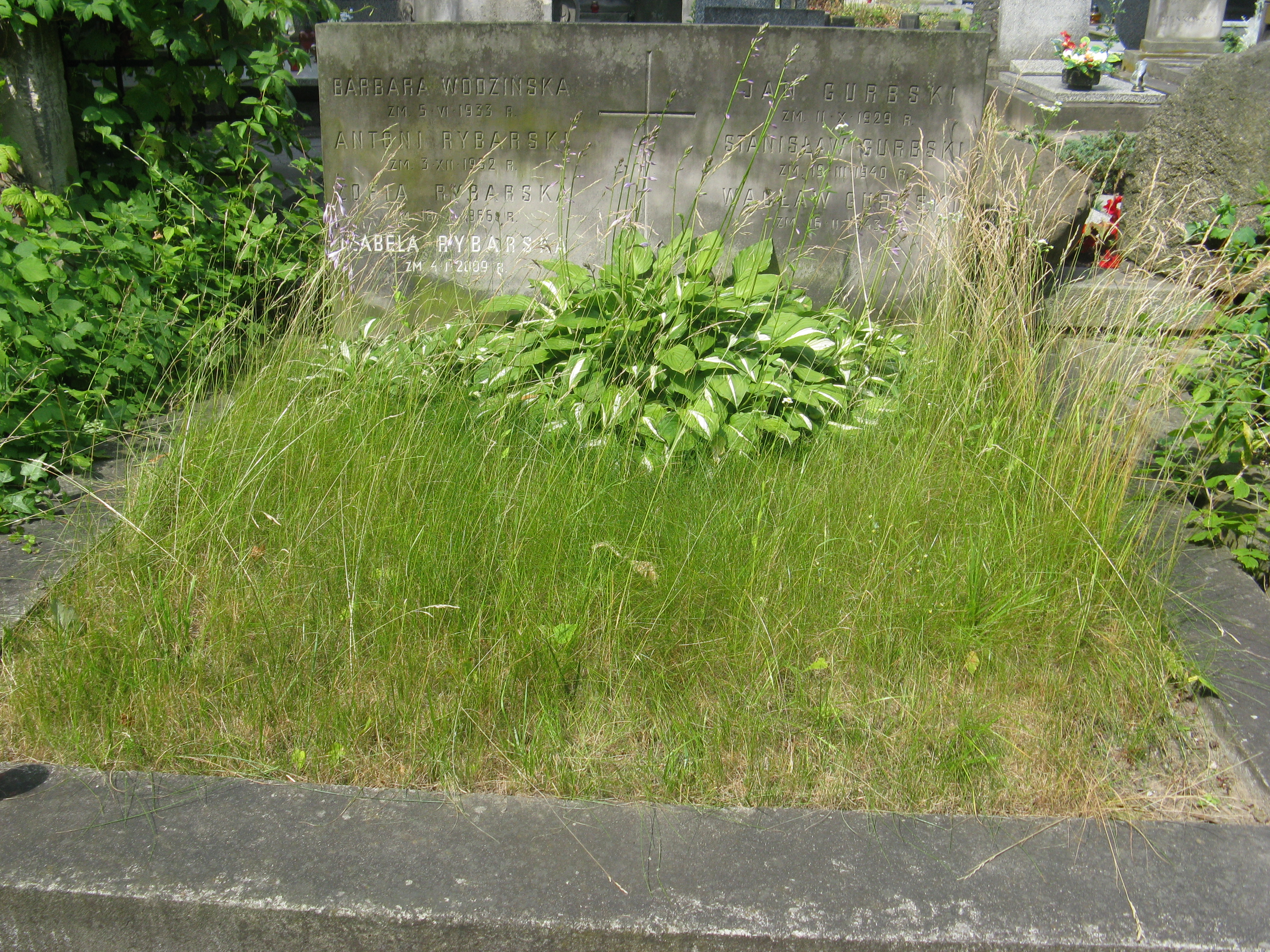
Grób Antoniego Rybarskiego i Stanisława Gurbskiego na cmentarzu Powązkowskim

Stanisław Henryk Gurbski (ur. 31 października?/12 listopada 1871 w Płocku, zm. 1940 w Warszawie) – generał brygady Wojska Polskiego, działacz niepodległościowy, doktor medycyny.

## Życiorys
Urodził się 12 listopada 1871 w Płocku, ówczesnej stolicy guberni płockiej, w rodzinie Jana, rejenta, i Ludwiki Henryki z hr Skarbków. Kształcił się w Płocku, gdzie uzyskał maturę. W 1898 ukończył studia na Wydziale Lekarskim Cesarskiego Uniwersytetu Dorpackiego i uzyskał dyplom lekarza. Cztery lata później na tej samej uczelni uzyskał tytuł doktora medycyny. Podczas studiów przyjęty do korporacji akademickiej Konwent Polonia. Od 13 lutego 1899 oficer rezerwy rosyjskiej służby zdrowia. 28 lutego 1904 powołany do czynnej służby wojskowej w armii rosyjskiej – pełnił służbę do 1906 w szpitalu polowym w Harbinie na stanowisku starszego ordynatora. Otrzymał tytuł chirurga polowego. 4 września?/17 września 1905 został mianowany asesorem kolegialnym (ros. Коллежский асессор) ze starszeństwem od 1 grudnia?/14 grudnia 1902, która to ranga była równorzędna ze stopniem kapitana w armii. Powrócił potem do praktyki cywilnej.
17 lipca 1914 zmobilizowany ponownie, naczelny lekarz szpitala frontowego we Froncie Kaukaskim. 5 sierpnia?/18 sierpnia 1917 odkomenderowany do Oddziału Sanitarnego Komitetu do spraw formowania Wojska Polskiego. 26 września 1917 stawił się do dyspozycji naczelnego lekarza I Korpusu Polskiego w Rosji. Rozkazem naczelnika Wydziału Sanitarnego Frontu Zachodniego z 5 grudnia 1917 został mianowany naczelnym lekarzem polskiej Dywizji Ułanów. 18 stycznia 1918 został mianowany naczelnym lekarzem korpusu w randze generała podporucznika lekarza. 3 marca tego roku został mianowany naczelnym chirurgiem korpusu. 26 czerwca 1918 został zwolniony ze służby z powodu demobilizacji korpusu.
25 listopada 1918 szef Departamentu Sanitarnego Ministerstwa Spraw Wojskowych generał podporucznik lekarz Bronisław Malewski rozkazał mu pełnić obowiązki lekarza naczelnego Szpitala Ujazdowskiego w Warszawie. Równocześnie został członkiem Komisji Kwalifikacyjnej dla lekarzy wstępujących do Wojska Polskiego.
Z dniem 1 maja 1922 roku został przyjęty z byłego I Korpusu Wschodniego do Wojska Polskiego w stopniu generała brygady z zaliczeniem do Rezerwy Armii, bez powołania do służby czynnej.
17 września 1925 podarował Centralnej Bibliotece Wojskowej w Warszawie obraz Jerzego Kossaka zatytułowany „Wizja Napoleona”.
W 1932 stanie spoczynku, zwolniony z obowiązku wojskowego. Osiadł w Warszawie. Był jednym z założycieli i wieloletnim pracownikiem znanej lecznicy „Omega”. Pochowany na cmentarzu Powązkowskim (kwatera 80-5-22,23).

## Ordery i odznaczenia
- Krzyż Niepodległości – 9 października 1933 „za pracę w dziele odzyskania niepodległości”[14][15]
- Krzyż Walecznych nr 40335 – 28 kwietnia 1922[16][17]
- Złoty Krzyż Zasługi – 15 grudnia 1925 „za zasługi położone na polu działalności lekarskiej wśród wojska”[18][19][20]
- Medal Pamiątkowy za Wojnę 1918–1921[19]
- Medal Dziesięciolecia Odzyskanej Niepodległości[19]
- Odznaka Pamiątkowa I Korpusu Polskiego w Rosji[19]
- Odznaka Pamiątkowa Polskiej Ligi Wojennej Walki Czynnej[19]
- Odznaka Honorowa Wojskowej Szkoły Sanitarnej[19]
- Medal Zwycięstwa (18 kwietnia 1925)[21][22]

rosyjskie
- Order Świętego Włodzimierza 4 stopnia – 20 marca?/2 kwietnia 1916)[23]
- Order Świętej Anny 2 stopnia – 19 grudnia 1915?/1 stycznia 1916)[23]
- Order Świętego Stanisława 2 stopnia – 22 listopada?/5 grudnia 1915)[23]
- Order Świętej Anny 3 stopnia – 25 września?/8 października 1915)[24]
- Order Świętego Stanisława 3 stopnia – 11 marca?/24 marca 1915)[24]
- Jasnobrązowy Medal Pamiątkowy Wojny Rosyjsko-Japońskiej 1904–1905 (ros. Медаль «В память русско-японской войны»)[1]